# Милица Шуваковић
Милица Шуваковић Маша (Пакрац, 1912 — Бубањ, код Ниша, 15. децембар 1942) била је студенткиња и учесница Народноослободилачке борбе.

## Биографија
Рођена је 1912. године у Пакрацу. Потиче из свештеничке породице, пореклом из Земуна. Била је активна у партијској организацији на Београдском универзитету и члан редакције листа „Жена данас“.
Од половине 1940. године, када је избегла хапшење, живела је у дубокој илегалности, у Београду, све до марта 1941. године када се вратила кући у Земун. Ту су је на самом почетку рата ухапсиле усташе, заједно са оцем, протом Шуваковићем. Захваљујући заузимању пријатеља и протином угледу, убрзо су пуштени и прешли у Београд.
Милица се вратила у свој ранији илегални стан у Драгачевској улици број 17, код Данице и Јелене Цветковић. Учествовала је у акцији уништавања камиона и помагала је Мати Видаковићу у изградњи паклених машина. Приликом експлозије једне такве машине, 4. јула 1941. године, Милица је лакше рањена и успела је да побегне, док је рањени Мате, заједно са својим станодавкама Јеленом и Даном, ухапшен и све троје су стрељани.
Пошто се опоравила и добила нову лажну повластицу Милица је отпутовала из Београда. Крајем септембра 1941. године стигла је у Озренски партизански одред, из кога је затим прешла у Топлички партизански одред, у Пасјачку чету. Ту се упознала са Слободаном Жилником, касније народним херојем и са њим склопила први партизански брак у јужној Србији.
Почетком 1942. године ухапшена је у Прокупљу и одведена у логор на Црвеном крсту у Нишу. У полицији и логору водила се под илегалним именом Јованка Поповић, учитељица из Сарајева. Пошто је Милица била пред порођајем, остале логорашице су се трудиле да јој помогну и да јој препусте мање напорне послове у логору. Заједно су биле куме Миличином сину и назвале га Желимир.
Милица је била потпуно сигурна да ће бити пуштена, јер ни Специјална полиција ни логорске власти нису откриле њен прави идентитет. После бекства групе логораша, 2. децембра 1942. године, Гестапо и Специјала полиција предузели су енергичне мере да ухвате бегунце и јако су пооштрили режим у логору. Сутрадан после бекства, логорски лекар др. Велизар Пијаде рекао је Милици да мора да преда сина на чување ван логора.
На стрељање 15. децембра 1942. године пошла је спокојна јер је сазнала да је мали Желимир предат њеној породици. Миличин син Желимир је познати српски и југословенски редитељ Желимир Жилник.